# Metabolismo del azufre
El azufre es metabolizado por todos los organismos, desde bacterias y arqueas hasta plantas y animales. Los organismos reducen u oxidan el azufre en una variedad de formas. El elemento está presente en proteínas, ésteres de sulfato de polisacáridos, esteroides, fenoles y coenzimas que contienen azufre.

## Oxidación
Los compuestos de azufre reducido son oxidados por la mayoría de los organismos, incluidos los animales superiores y las plantas superiores. Algunos organismos pueden conservar energía (es decir, producir ATP) a partir de la oxidación del azufre. El azufre es la única fuente de energía para algunas bacterias litotróficas y arqueas. Los compuestos de azufre reducido, como el sulfuro de hidrógeno, el azufre elemental, el sulfito, el tiosulfato y varios politionatos (por ejemplo, tetrationato), son utilizados por varias bacterias litotróficas y todos son oxidados por Acidithiobacillus.
Los oxidantes de azufre utilizan enzimas como sulfuro: quinona reductasa, sulfuro dioxigenasa y sulfito oxidasa para oxidar compuestos de azufre a sulfato. Los litótrofos que pueden producir azúcares a través de la quimiosíntesis constituyen la base de algunas cadenas alimentarias. Las cadenas alimenticias se han formado en ausencia de luz solar alrededor de los respiraderos hidrotermales, que emiten sulfuro de hidrógeno y dióxido de carbono. Las arqueas quimiosintéticas emplean sulfuro de hidrógeno como fuente de energía para la fijación de carbono, produciendo azúcares.

## Reducción
La reducción de azufre ocurre en plantas, hongos y muchas bacterias. El sulfato puede servir como aceptor de electrones en la respiración anaeróbica y también puede reducirse para la formación de compuestos orgánicos. Las bacterias reductoras de sulfato reducen el sulfato y otros compuestos de azufre oxidado, como el sulfito, el tiosulfato y el azufre elemental, a sulfuro.
La reducción de sulfato puede ser disimilatoria o asimilatoria. La reducción de sulfato por bacterias reductoras de sulfato, por ejemplo, es disimilatoria; el propósito de reducir el sulfato es producir energía y el sulfuro se excreta. La reducción disimilatoria de sulfato utiliza las enzimas ATP sulfurilasa, APS reductasa y sulfito reductasa. Sin embargo, en la reducción de sulfato por asimilación, el sulfato se asimila o se incorpora a compuestos orgánicos. En algunos organismos (p. ej., flora intestinal, cianobacterias y levaduras), reducción asimilatoria de sulfato es un proceso más complejo que utiliza las enzimas ATP sulfurilasa, APS quinasa, PAPS reductasa y sulfito reductasa.

## Uso por plantas y animales
Las plantas toman sulfato en sus raíces y lo reducen a sulfuro (asimilación de azufre). Las plantas pueden reducir APS directamente a sulfito (usando APS reductasa) sin fosforilar APS a PAPS. A partir del sulfuro se forman los aminoácidos cisteína y metionina, sulfolípidos y otros compuestos azufrados. Los animales obtienen azufre de la cisteína y la metionina en la proteína que consumen.
El azufre es el tercer elemento mineral más abundante en el cuerpo. Los aminoácidos cisteína y metionina son utilizados por el cuerpo para producir glutatión. El exceso de cisteína y metionina se oxida a sulfato por la sulfito oxidasa, se elimina en la orina o se almacena como glutatión (que puede servir como depósito de azufre). La falta de sulfito oxidasa, conocida como deficiencia de sulfito oxidasa, provoca deformidades físicas, retraso mental y la muerte.